# Tremandraceae
Tremandraceae is een botanische naam, voor een familie van tweezaadlobbige planten. Een familie onder deze naam wordt vrij algemeen erkend door systemen voor plantentaxonomie, en zo ook door het Cronquist-systeem (1981), met een plaatsing in de orde Polygalales, en het APG-systeem (1998), met een plaatsing in de orde Oxalidales.
Het gaat dan om een kleine familie van enkele tientallen soorten houtige planten, die voorkomen in Australië.
Echter, het APG II-systeem (2003) erkent niet een dergelijke familie en neemt deze planten op in de familie Elaeocarpaceae.